# Vindarnas tempel
Vindarnas tempel är en fantasyroman av Terry Goodkind, samt den nionde delen i bokserien Sanningens svärd. Boken utgör den andra tredjedelen ur dess ursprungsverk, Temple of the Winds.